# 阿薩多

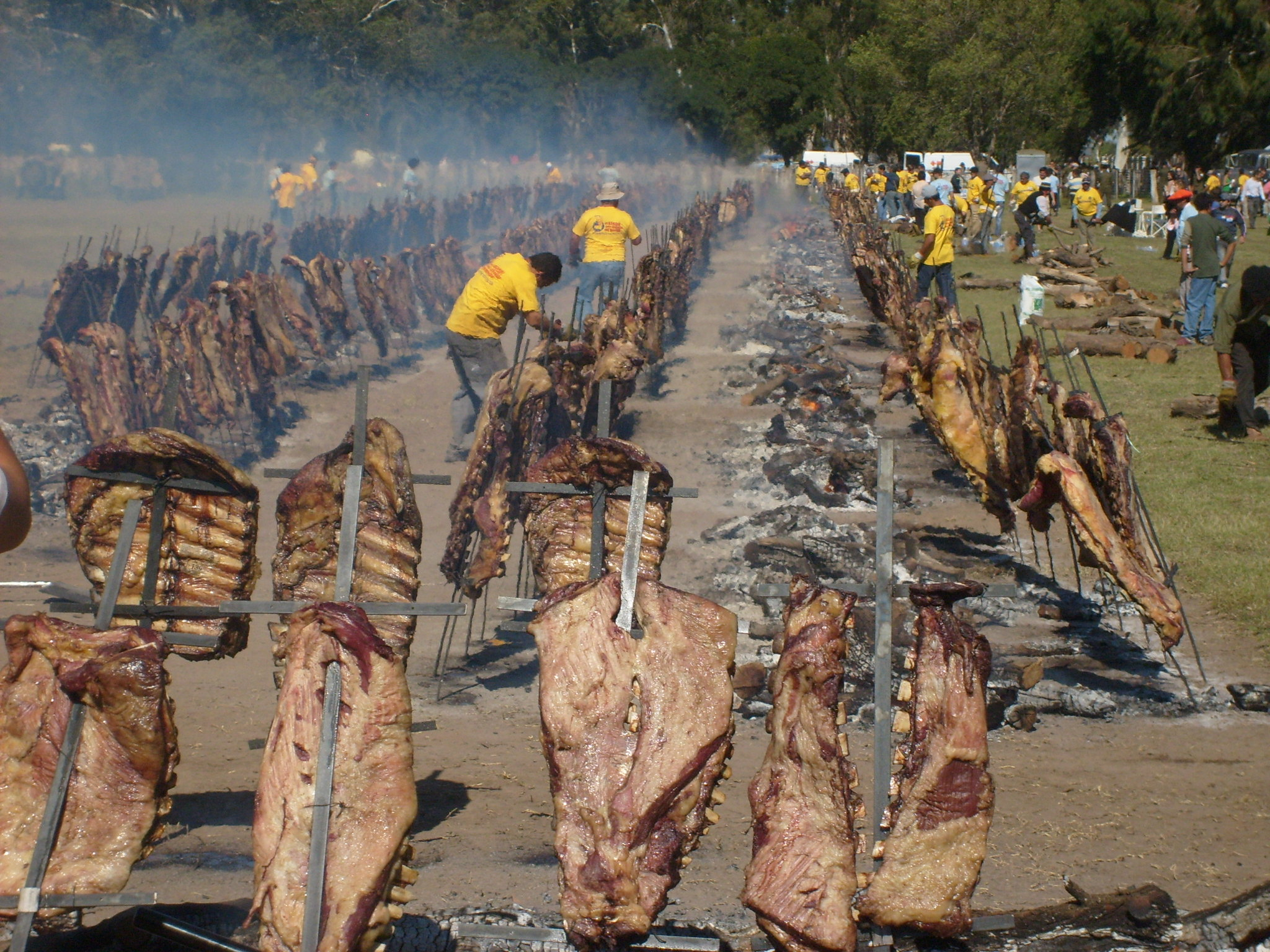
在阿根廷巴塔哥尼亚准备的烤肉

阿薩多（英語：asado）是指在阿根廷、烏拉圭、巴拉圭、智利、哥倫比亞用於一系列燒烤技術制作的菜品总称，除此之外也指燒烤派對。阿萨多烤肉是南美洲的一道非常受歡迎的料理。在這些國家，阿薩多是一道傳統料理，也是燒烤的正式詞（除了巴西，在那裡，更普遍的用詞是churrasco）。阿薩多通常使用牛肉、猪肉、鸡肉、西班牙香肠、血肠及其他各種肉類組成，並放在烤肉架或明火上使用煤炭或木柴炙烤。
一份阿薩多幾乎一定會包含肉類，而且通常包含香腸或是動物的內臟。通常在更正式的活動和餐廳中，香腸和肉類都配有紅葡萄酒和沙拉， 食物由一位被稱為asador的廚師所準備（又被稱為parrillero）在非正式和輕鬆的環境中，志願者通常以集體的方式烹調阿薩多。

## 外部連結
- 维基共享资源上的相關多媒體資源：阿薩多